# Palacio de Correos (Sabaudia)
El Palacio de Correos de Sabaudia (en italiano: Palazzo delle Poste di Sabaudia) es un histórico edificio racionalista ubicado en la ciudad de Sabaudia en Italia.

## Historia
El palacio fue diseñado por el arquitecto futurista Angiolo Mazzoni y construido entre 1932 y 1934, paralelamente a la construcción de la città di nuova fondazione.
El edificio ha sido restaurado por el Ayuntamiento de Sabaudia gracias a la contribución de la Región Lacio y ha sido reabierto al público en el mes de abril de 2011.